# The Least Worst Of
The Least Worst of – wydany w 2000 album zespołu Type O Negative. Płyta stanowi kompilację uznanych za najciekawsze nagrań z wcześniejszego dorobku płytowego grupy. Przewrotny tytuł wyróżnia wydawnictwo od podobnych, nazwanych powszechnie przyjętym określeniem The best of... Występują dwie wersje składanki edited oraz unedited z oznaczeniem Parental Advisory.

## Muzycy
- Peter Steele – gitara basowa, wokal
- Kenny Hickey – gitara
- Josh Silver – instrumenty klawiszowe
- Johnny Kelly – perkusja

## Lista utworów

### Unedited version
1. "The Misinterpretation of Silence and Its Disastrous Consequences (Wombs and Tombs Mix)" – 0:39
2. "Everyone I Love Is Dead" – 4:39
3. "Black No. 1 (Little Miss Scare-All)" – 4:34
4. "It's Never Enough" – 8:15
5. "Love You To Death" – 4:47
6. "Black Sabbath (From the Satanic Perspective)" – 7:44
7. "Christian Woman" – 4:25
8. "12 Black Rainbows" – 5:10
9. "My Girlfriend's Girlfriend (Cheese Organ Mix)" – 3:43
10. "Hey Pete (Pete's Ego Trip Version)" – 5:19
11. "Everything Dies" – 4:33
12. "Cinnamon Girl (Depressed Mode Mix)" – 3:50
13. "Unsuccessfully Coping with the Natural Beauty of Infidelity" – 12:29
14. "Stay Out of My Dreams" – 8:15

### Edited version
1. "The Misinterpretation of Silence and Its Disastrous Consequences (Wombs and Tombs Mix)" – 0:39
2. "Everyone I Love Is Dead" – 4:39
3. "Black No.1" – 4:35
4. "Love You to Death" – 4:47
5. "Black Sabbath (From the Satanic Perspective)" – 7:44
6. "Christian Woman" – 4:25
7. "12 Black Rainbows" – 5:10
8. "My Girlfriend's Girlfriend (Cheese Organ Mix)" – 3:43
9. "Hey Pete (Pete's Ego Trip Version)" – 5:19
10. "Everything Dies" – 4:33
11. "Cinnamon Girl (Depressed Mode mix)" – 3:52
12. "Gravitational Constant (G=6.67 x 10 cm3 gm1 sec2)" – 9:04
13. "Stay Out of My Dreams" – 8:15